# آلفرد اندرسون
آلفرد اندرسون (انگلیسی: Alfredo Anderson Salazar؛ زادهٔ ۳۱ اکتبر ۱۹۷۸) یک بازیکن فوتبال اهل پاناما است. وی همچنین در تیم ملی فوتبال پاناما بازی کرده‌است.